# Stresstest (Finanzwirtschaft)
Ein Stresstest ist ein Instrument des Risikomanagements in der Finanzwirtschaft. Man unterscheidet dabei Mikro-Stresstests, die von Finanzinstituten selbst, oder von der mikroprudentiellen Aufsicht (z. B. den Regulatoren wie BaFin oder EZB) angewandt werden, von Makro-Stresstests, die im Rahmen der makroprudentiellen Aufsicht (z. B. Deutsche Bundesbank, FINMA/SNB, FSA) durchgeführt werden. Hierbei werden die Auswirkungen der Änderung von Risikofaktoren mittels Szenariotechnik auf bestimmte Maße, wie z. B. Kernkapitalquoten simuliert. Man unterscheidet dabei Szenarioanalysen (Variation mehrerer Risikofaktoren) von Sensitivitätsanalysen (eindimensionale Szenarien, bei denen nur ein Risikofaktor variiert wird). Stresstests dienen dazu,  Informationen über die potentiellen Auswirkungen bestimmter Entwicklungen zu gewinnen, diese Informationen zu kommunizieren und daraufhin Entscheidungen abzuleiten. Stresstests werden überwiegend zur ergänzenden Bewertung des Marktrisikos herangezogen.

## Hintergrund
Stresstests sind bei Kreditinstituten, Fondsgesellschaften oder Versicherungsgesellschaften teilweise gesetzlich vorgeschrieben um durch hypothetische Krisensimulation zu zeigen, welche Auswirkungen sie auf die Ertrags- und damit Eigenkapitalsituation von Finanzdienstleistern hat und ob sie zur Unternehmenskrise führen kann.
Welchen Wert der Verlust einer bestimmten Risikoposition (z. B. eines Portfolios von Wertpapieren) mit einer gegebenen Wahrscheinlichkeit und in einem gegebenen Zeithorizont nicht überschreitet wird üblicherweise mit dem Value at Risk ermittelt. Diese Kennziffer hat jedoch eine wesentliche Einschränkung: Das Risiko ist im Gegensatz zu dem Modell nicht normalverteilt.
Daher wird ergänzend zur Berechnung des Value at Risk auch ein Stresstest durchgeführt, der die Auswirkungen extremer Szenarien bewertet, die im Value at Risk nicht angemessen berücksichtigt werden. Es ist dabei auch möglich Stresstests und VAR zu kombinieren, wie es z. B. bei der EZB zur Ermittlung des credit VAR erfolgt.
Datenverändernde exogene oder endogene Faktoren wie wirtschaftliche Parameter können z. B. steigende/fallende Zinsen, Aktienhausse/-baisse, Rohstoffpreisveränderungen, Devisenkursveränderungen oder eine allgemeine Rezession sein. Stresstests stehen für das Kreditportfolio durch die Umsetzung des ICAAP (Internal Capital Adequacy Assessment Process) im besonderen Fokus der Banken.

## Aufsichtliche Stresstests
Insbesondere die Finanzkrise 2007 und die Bankenpleite der Lehman Brothers 2008 hatten gravierende negative Auswirkungen zunächst auf relevante Teilmärkte (Börse, Interbankenmarkt) und später auch auf die weltweite Volkswirtschaft. Da die Funktionssicherheit von Kreditinstituten, Versicherungen und sonstigen Finanzdienstleistern essentiell für eine funktionierende Volkswirtschaft ist, wurden auf den wichtigsten Finanzmärkten Stresstests für bestimmte Kreditinstitute eingeführt. Diese Stresstests basierten auf einem bestimmten Krisenszenario, das durch genau festgelegte Parameter auf diese Institutionen einwirkte. Generelles Ziel solcher Stresstests ist die Prüfung der Stabilität des Finanzsystems. Die Stresstests sollen mögliche Schwachstellen aufdecken, die bei einer wirklichen Marktstörung möglicherweise existenzielle Auswirkungen hätten, die Robustheit der Kernkapitalquoten verifizieren und Wirkungen auf die Liquidität der betroffenen Institute offenlegen.
Entwickelt wurde das Konzept der Makro-Stresstests gerade auch durch den Internationalen Währungsfonds und die Weltbank, und sie stellten stets einen wichtigen Bestandteil des erstmals 1999 durchgeführten Financial Sector Assessment Program (FSAP) zur Durchleuchtung nationaler Finanzsysteme dar.
Bemerkenswert ist hierbei, dass der IWF im Jahre 2007 die Ergebnisse eines Stresstests veröffentlichte, der darauf abzielte die potentiellen Verluste durch Asset Backed Securities (ABS) zu ermitteln. Aufgrund eines „beispiellosen Immobilienpreisszenarios“ kam der IWF zu dem Schluss, dass wahrscheinlich keine systemische Gefahr vom US-Immobilienmarkt und darauf basierender Finanzprodukte ausginge. Teilnehmer des Stresstests waren u. a. Lehman Brothers und Bear Stearns. Ein Grund für die geringen Verluste im Stresstest dürfte auf die Annahme der zugrundeliegenden Kreditqualität zurückzuführen sein. Hierbei wurde die deutliche Verschlechterung der Kreditqualität der Jahre 2006/07 nicht berücksichtigt.
Im Jahre 2009 wurde mit dem SCAP erstmals ein Makro-Stresstest für 19 Großbanken in den USA durchgeführt. Besonderheiten dieses Stresstests war die Intention die Banken zur Stärkung der Eigenkapitalbasis auf Grundlage der Ergebnisse zu zwingen und detaillierte individuelle Ergebnisse der Banken zu veröffentlichen. Weiterhin wurde zur Kontrolle der von den Banken selbst ermittelten Ergebnisse („bottom-up“) ebenfalls ein Vergleichs-Stresstest („top-down“) durchgeführt. Das Ergebnis war, dass etwa 85 % des zusätzlichen Kapitalbedarfs auf die 3 Banken Bank of America, Wells Fargo und die General Motors Acceptance Corporation (GMAC) entfielen. Die Bank of America übernahm zuvor Merrill Lynch, Wells Fargo erwarb Wachovia und GMAC war durch die Krise bei General Motors stark belastet, sodass der größte Teil des zusätzlichen Eigenkapitalbedarfs des Stresstests auf Sondereinflüsse zurückzuführen ist.

### Aufsichtliche Stresstests in Europa
Nach der Krise unterzogen staatliche und EU-Institutionen organisiert von der Vereinigung der europäischen Bankenaufseher CEBS das europäische Bankensystem erstmals 2009 einem EU-weiten Stresstest mit 21 Banken; dieser wurde im Jahr 2010 auf 91 Kreditinstitute erweitert. Bei dem Test wurde eine starke Rezession simuliert, die mit einem Einbruch an den Aktienbörsen und Turbulenzen am Markt für Staatsanleihen einherging.
Bestanden hatten nur Kreditinstitute, die selbst unter dem Stressannahmen noch eine Kernkapitalquote von mindestens 6 % aufweisen konnten. Von den getesteten Banken haben sieben den Stresstest nicht bestanden.
Die im Zuge der Krise neu geschaffene Europäische Bankaufsichtsbehörde (EBA) führte als Nachfolgeorganisation der CEBS im Jahr 2011 einen weiteren Stresstest bei 91 europäischen Banken durch. Bei den bei zypriotischen Banken durchgeführten Tests sah die EBA in dem hohen Anteil griechischer Staatsanleihen kein Risiko, da Verluste bei Staatsanleihen nicht vorgesehen waren. Infolgedessen bestanden die zwei größten Banken Zyperns (Bank of Cyprus, Laiki Bank) den Test mit Leichtigkeit. Die Zentralbank des Landes verkündete daraufhin ihre „große Zufriedenheit“ mit den Ergebnissen, die „die Fähigkeit der heimischen Banken zeigen, Schocks in einem ungünstigen Szenario auszuhalten“.
Nicht einmal eine Woche nachdem die Ergebnisse des Stresstests 2011 veröffentlicht worden waren, einigten sich Europas Staats- und Regierungschefs auf ein neues Rettungspaket für Griechenland, das auch Abschreibungen auf den Wert griechischer Staatsanleihen vorsah.
Trotzdem wurde an der Einschätzung seitens der Aufsichtsbehörde monatelang nichts geändert. Erst im Dezember 2011 kalkulierte die EBA mögliche Verluste aus Staatsanleihen in einem zusätzlichen EU-weiten „Blitz“-Stresstest (EU capital exercise) mit ein und kam zu dem Schluss, dass die Bank of Cyprus und die Laiki Bank zu einer Gruppe von 31 Instituten in der EU zählten, die zusätzliches Eigenkapital brauchten. Sechs Banken in Deutschland hätten einen Kapitalbedarf von zusammen 13,1 Milliarden Euro. Sie müssten ihre Kapitaldecke vergrößern, um wie von den Regulierern gefordert bis Ende Juni 2012 auf eine Kernkapitalquote von neun Prozent zu kommen.
2014 unternahmen sowohl EBA in Zusammenarbeit mit der EZB, in ihrer neuen Aufsichtsrolle im europäischen Bankenaufsichtsmechanismus (SSM), eine eingehende Prüfung an 130 Banken in der Eurozone bestehend aus einer rückblickenden Prüfung der Aktiva (Asset quality review) und zukunftsorienten Stresstests durch; dabei wurde bei 25 europäischen Banken (davon eine Bank in Deutschland) eine ungenügende Kapitalausstattung ermittelt.
In Anerkennung der Bemühungen europäischer Banken, ihre Kapitalausstattung zu verbessern, gab die EBA am 3. März 2015 bekannt, dass im Jahr 2015 kein weiterer europaweiter Stresstest durchgeführt wird.
Beim europäischen Stresstest 2016 wurden 51 Geldinstitute aus 16 Staaten überprüft. Neuerdings wurden auch Rechtsrisiken in die Wertung mit einbezogen. Das Ergebnis fiel größtenteils positiv aus.